# Геродот (кратер)
Геродот (лат. Herodotus) — кратер, розташований в північно-східній частині океану Бур на видимій стороні Місяця. Названий на честь давньогрецького історика Аристарха Самоського, давньогрецького астронома (310–230 до н. Е.) затверджена Міжнародним астрономічним союзом в 1935 р. Джерело кратера відноситься до Пізньоімбрійського періоду. Найближчими сусіди кратера — Аристарх, на північному сході кратера — Прінц, далі на північному сході лежать гори Харбінгер.
Місцевість навколо кратера цікава великою кількістю гряд і борозен. Селенографічні координати центру кратера 23°15′ пн. ш. 49°50′ зх. д. / 23.25° пн. ш. 49.84° зх. д., діаметр 35,87 км, глибина 1,3 км. Верхній знімок зроблений з борту Аполлона-15 в напрямку півдня, тобто знімок розгорнуть на 180 градусів. Нижній знімок має нормальну орієнтацію на північ. Верхній знімок зроблений з борту  Аполлона-15 в напрямку півдня, тобто знімок розгорнутий на 180 градусів.
Кратер має злегка неправильну форму і порівняно тонкий вал, дно кратера рівне, заповнене  базальтовою лавою. Внаслідок цього альбедо кратера значно нижче, ніж у сусіднього, набагато більш помітного, кратера  Аристарх. Вал кратера дуже добре зберігся, в північно-західній частині вала знаходиться невеликий сателітний кратер, Геродот N. У північно-східній частині вала наявний провал в напрямку  долини Шретера (див. нижче). Максимальне  піднесення вала кратера над дном близько 1200 м — в східній частині валу. Центральний пік відсутній, системи променів немає. Обсяг кратера становить 821 куб.км.. 25 км на північ від валу кратера починається найцікавіше утворення —  долина Шретера протяжністю близько 160 км і глибиною до 1 км. Долина ймовірно прорізана швидким потоком  лави або утворилася при обваленні  лавового тунелю. Долина починається з невеликого кратера, що отримав неофіційну назву — «Голова Кобри».

## Супутникове кратери
За угодою ці функції визначені на місячних картах, поміщаючи лист на стороні кратера середині, яка найближче до «Геродот».
| Геродот | Широта  | Довгота | Діаметр |
| ------- | ------- | ------- | ------- |
| A       | 21.5° N | 52.0° W | 10 км   |
| B       | 22.6° N | 55.4° W | 6 км    |
| C       | 21.9° N | 55.0° W | 5 км    |
| E       | 29.5° N | 51.8° W | 48 км   |
| G       | 24.7° N | 50.2° W | 4 км    |
| H       | 26.8° N | 50.0° W | 6 км    |
| K       | 24.5° N | 51.9° W | 5 км    |
| L       | 26.1° N | 53.2° W | 4 км    |
| N       | 23.7° N | 50.0° W | 4 км    |
| R       | 27.3° N | 53.9° W | 4 км    |
| S       | 27.7° N | 53.4° W | 4 км    |
| T       | 27.9° N | 53.8° W | 5 км    |